# Welcome to the Morbid Reich
Welcome to the Morbid Reich – dziewiąty album studyjny polskiej grupy muzycznej Vader. Wydawnictwo ukazało się w 2011 roku nakładem wytwórni muzycznych Nuclear Blast i Avalon/Marquee Inc. Tytuł płyty nawiązuje do kasety demo zespołu Morbid Reich wydanej w 1990 roku nakładem Carnage Records. W 2012 roku album został wyróżniony nagrodą polskiego przemysłu fonograficznego Fryderykiem. W latach poprzednich zespół był, bezowocnie, sześciokrotnie nominowany do tejże nagrody.
Nagrania uplasowały się na 17. i 25. miejscu, odpowiednio, listy Billboard Top Heatseekers i Hard Rock Albums w Stanach Zjednoczonych, sprzedając się w nakładzie około 2 tys. egzemplarzy w przeciągu dwóch tygodni od dnia premiery. W Polsce wydawnictwo uplasowało się na 6. miejscu zestawienia OLiS. Był to nieznacznie gorszy wynik w stosunku do poprzedniej produkcji kwartetu Necropolis (2009), która dotarła do 5. miejsca. Płyta Welcome to the Morbid Reich trafiła ponadto na listy sprzedaży w Japonii, Niemczech, Francji i Szwajcarii.

## Nagrania

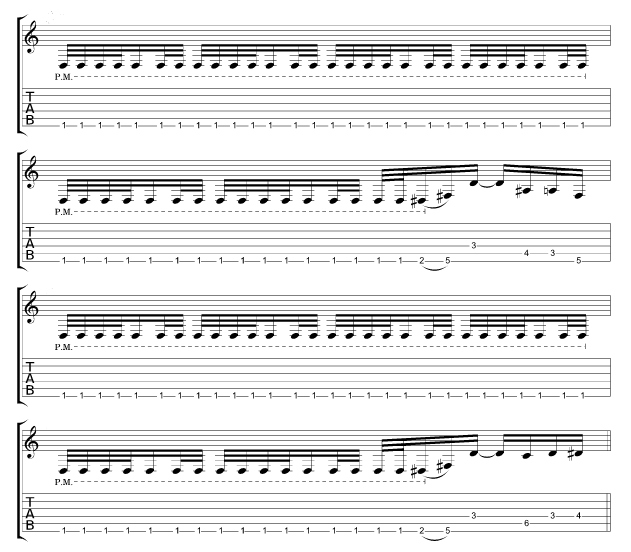
Główny riff w utworze "I Am Who Feasts Upon Your Soul" skomponowanym przez Marka Pająka

Nagrania zostały zarejestrowane w białostockim Hertz Studio pomiędzy 15 marca a 10 kwietnia 2011 roku we współpracy z braćmi Wojciechem i Sławomirem Wiesławskimi. Miksowanie i mastering odbyło się także w Hertz Studio. Proces realizacji nagrań został udokumentowany sześcioma krótkimi filmami opublikowanymi w serwisie YouTube. Pierwsza część materiału obejmowała proces rejestracji perkusji przez Pawła "Paula" Jaroszewicza oraz udział Piotra "Petera" Wiwczarka w aranżacji tegoż instrumentu. W częściach drugiej i trzeciej znalazł się proces rejestracji gitar rytmicznych i solowych, nagranych odpowiednio przez Marka "Spidera" Pająka i Wiwczarka. W kolejnych dwóch częściach dokumentu Wiwczarek rejestrował ślady gitary basowej oraz wokale. Szósta, ostatnia część obejmuje omówienie przez Wojciecha i Sławomira Wiesławskich procesu miksowania i masteringu. Materiał został zrealizowany przez zespół producencki Fabryczna Art, natomiast reżyserii podjął się Kuba Zubrzycki. Okładkę i oprawę graficzną przygotował Zbigniew M. Bielak znany ze współpracy z grupami Watain, Azarath i Slayer.
Autorem większości kompozycji, a także tekstów na płycie był lider zespołu Piotr "Peter" Wiwczarek. Z kolei występujący w zespole od 2010 roku Marek "Spider" Pająk skomponował cztery utwory w tym jedno intro. Ślady gitary basowej zarejestrowali Wiwczarek i Pająk. Wymieniony w książeczce Welcome to the Morbid Reich basista Tomasz "Hal" Halicki nie wziął udziału w nagraniach. Podczas nagrań z zespołem po raz czwarty współpracował Krzysztof "Siegmar" Oloś znany z występów w grupie Vesania. Muzyk skomponował otwierające wydawnictwo intro, a także dograł szereg partii instrumentów klawiszowych do takich utworów jak: "Return to the Morbid Reich", "Come And See My Sacrifice" czy "I Am Who Feasts Upon Your Soul". Współautor dwóch tekstów - Harry Maat zaśpiewał także gościnnie w utworze "Come And See My Sacrifice". Na płycie oprócz jedenastu nowych utworów znalazła się ponownie zarejestrowana kompozycja "Decapitated Saints", która w oryginale ukazała się w 1989 roku na kasecie demo Necrolust.

## Promocja

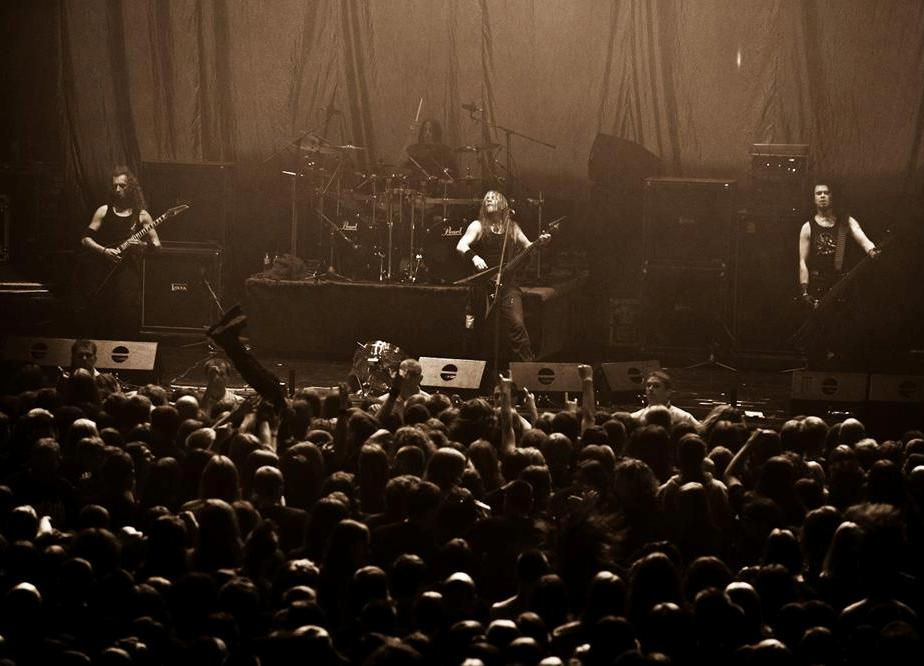
Vader podczas koncertu na Metal Hammer Festival w katowickim Spodku 10 sierpnia 2011 roku.

Wydawnictwo ukazało się 12 sierpnia 2011 roku nakładem wytwórni muzycznej Nuclear Blast, najpierw w Europie. W Polsce materiał trafił do sprzedaży 15 sierpnia w dystrybucji Warner Music Poland. Następnie 24 września, nakładem Avalon/Marquee Inc. album został wydany w Japonii. W Stanach Zjednoczonych album Welcome to the Morbid Reich trafił do sprzedaży 13 września, dzięki Nuclear Blast. Produkcja została wydana także w Argentynie na podstawie licencji udzielonej oficynie Icarus Music. Album został wydany na płycie kompaktowej i gramofonowej. W wersji rozszerzonej płyta została wydana wraz z dwoma dodatkowymi utworami. Pierwszy z nich "Troops of Tomorrow" w wersji The Exploited, a w oryginale zarejestrowany przez punkrockowy zespół The Vibrators. Natomiast drugi utwór - "Raping the Earth" to interpretacja z repertuaru Extreme Noise Terror. Premierę poprzedził wydany 4 lipca w formie digital download singel pt. "Come And See My Sacrifice". Kompozycja została także opublikowana w serwisie Soundcloud w formie digital stream. Anonsowany przez lidera zespołu Piotra "Petera" Wiwczarka teledysk promujący wydawnictwo ostatecznie nie został zrealizowany.
Jeszcze przed premierą płyty 10 sierpnia grupa wystąpiła podczas Metal Hammer Festival w katowickim Spodku poprzedzając występy Exodus, Morbid Angel i Judas Priest. Podczas koncertu zespół zaprezentował dwa nowe utwory: "Welcome To The Morbid Reich" i "Come And See My Sacrifice". Kolejne koncerty promujące dziewiąty album zespołu odbyły się na przełomie listopada i grudnia 2011 w ramach europejskiego tournée pod nazwą The Sign of The Hell Tour 2011. W trasie koncertowej wzięły udział także zespołu Gorgoroth, Adimiron oraz Valkyrja. W Polsce materiał był promowany podczas szóstej odsłony trasy koncertowej Blitzkrieg. Na otwierającym trasę występie w Poznaniu gościnnie wystąpił wokalista CETI – Grzegorz Kupczyk, który wykonał wraz z zespołem utwór z repertuaru projektu Piotra "Petera" Wiwczarka – Panzer X. Vader podczas tych występów był wspierany przez zespoły: belgijski Resistance oraz polskie Calm Hatchery, The Sixpounder i Eris Is My Homegirl. Udział ostatniej z grup, która zyskała rozgłos za sprawą udział w talent show telewizji Polsat Must Be the Music. Tylko muzyka wzbudził liczne kontrowersje za sprawą odmienności stylistycznej (metalcore). Po zakończonej w Polsce trasie zespół kontynuował występy m.in. w Europie i Ameryce Południowej.

## Odbiór
Wydawnictwo spotkało się z niejednoznacznym przyjęciem ze strony krytyków. Recenzenci powszechnie zwracali uwagę m.in. na nieuzasadnioną obecność na płycie, ponownie nagranego utworu "Decapitated Saints", pochodzącego z drugiego dema formacji pt. Necrolust (1989). Lesław Dutkowski na łamach serwisu Onet.pl napisał: "Brzmienie uwspółcześniono, a Peterowi raczej sprzyjała wena. Piszę "raczej", bo nie wiem po co było nagrywać po raz kolejny "Decapitated Saints", bo numer kiedyś na wydawnictwie studyjnym się znalazł, a i tak nie do pobicia jest wersja z demo "Necrolust"". Krytycznie do autointerpretacji odniósł się także recenzent serwisu interia.pl – Bartosz Donarski: "Sensu robienia autoprzeróbki "Decapitated Saints" nie zrozumiem chyba nigdy (boksowanie się z własną legendą wydaje mi się w tym przypadku niepotrzebne)". Z odmiennym, entuzjastycznym przyjęciem wydawnictwo spotkało się na łamach Magazynu Gitarzysta, według Grzegorza Pindora: "... jest wielokrotnie szybciej niż przedtem i jeszcze agresywniej. Machina do zabijania, jaką bez wątpienia jest Vader, pracuje na najwyższych obrotach, od The Black Eye po Black Velvet and Skulls of Steel. A, byłbym zapomniał o nowej, podrasowanej wersji Decapitated Saints. I jedyne co mnie irytuje, to napisy na skądinąd bardzo dobrej okładce, idealnie nadającej się na merchandise czy sceniczne ozdoby. We froncie autorstwa Zbigniewa Bielaka nie doszukuje się żadnych podtekstów i cieszę oko mroczną kompozycją".
Wśród fanów zespołu Welcome to the Morbid Reich spotkał się z pozytywnym odbiorem. Nagrania otrzymały 4.53 punktów na podstawie 287 głosów w serwisie interia.pl. W 2012 roku album uzyskał nagrodę polskiego przemysłu fonograficznego Fryderyka w kategorii Album roku metal. Tytułem Albumu roku 2011 wydawnictwo zostało wyróżnione w ramach plebiscytu Pure Fucking Metal Awards. Produkcja zajęła także 2. miejsce w plebiscycie Metal Storm Awards 2011 w kategorii The Best Death Metal Album. Również na 2. miejscu płyta uplasowała się w rocznym podsumowaniu użytkowników serwisu Rockmetal.pl. Z kolei wśród czytelników polskiej edycji branżowego czasopisma Metal Hammer 2. miejsce w kategorii Przebój roku zajął pochodzący z płyty utwór "Come And See My Sacrifice".

## Lista utworów
Opracowano na podstawie materiału źródłowego.
| Nr  | Tytuł utworu                       | Słowa                       | Muzyka          | Długość |
| --- | ---------------------------------- | --------------------------- | --------------- | ------- |
| 1.  | „Ultima Thule”                     | utwór instrumentalny        | Krzysztof Oloś  | 0:48    |
| 2.  | „Return to the Morbid Reich”       | Harry Maat, Piotr Wiwczarek | Piotr Wiwczarek | 3:26    |
| 3.  | „The Black Eye”                    | Piotr Wiwczarek             | Piotr Wiwczarek | 4:12    |
| 4.  | „Come And See My Sacrifice”        | Piotr Wiwczarek             | Marek Pająk     | 4:44    |
| 5.  | „Only Hell Knows”                  | Piotr Wiwczarek             | Piotr Wiwczarek | 2:13    |
| 6.  | „I Am Who Feasts Upon Your Soul”   | Piotr Wiwczarek             | Marek Pająk     | 4:50    |
| 7.  | „Don't Rip the Beast's Heart Out”  | Piotr Wiwczarek             | Piotr Wiwczarek | 3:58    |
| 8.  | „I Had A Dream...”                 | Piotr Wiwczarek             | Marek Pająk     | 3:02    |
| 9.  | „Lord of Thorns”                   | Harry Maat, Piotr Wiwczarek | Piotr Wiwczarek | 2:38    |
| 10. | „Decapitated Saints”               | Piotr Wiwczarek             | Piotr Wiwczarek | 2:41    |
| 11. | „They Are Coming...”               | utwór instrumentalny        | Marek Pająk     | 1:46    |
| 12. | „Black Velvet and Skulls of Steel” | Piotr Wiwczarek             | Piotr Wiwczarek | 3:19    |
|     |                                    |                             |                 | 37:37   |

| Utwory dodatkowe | Utwory dodatkowe                                | Utwory dodatkowe      | Utwory dodatkowe | Utwory dodatkowe |
| Nr               | Tytuł utworu                                    | Słowa                 | Muzyka           | Długość          |
| ---------------- | ----------------------------------------------- | --------------------- | ---------------- | ---------------- |
| 1.               | „Troops of Tomorrow (cover The Exploited)”      | Ian Carnochan         | Ian Carnochan    | 4:56             |
| 2.               | „Raping the Earth (cover Extreme Noise Terror)” | Dean Jones, Phil Vane | Pete Hurley      | 1:54             |

| Come And See My Sacrifice (singel) | Come And See My Sacrifice (singel)         | Come And See My Sacrifice (singel) | Come And See My Sacrifice (singel) | Come And See My Sacrifice (singel) |
| Nr                                 | Tytuł utworu                               | Słowa                              | Muzyka                             | Długość                            |
| ---------------------------------- | ------------------------------------------ | ---------------------------------- | ---------------------------------- | ---------------------------------- |
| 1.                                 | „Come And See My Sacrifice”                | Piotr Wiwczarek                    | Marek Pająk                        | 4:44                               |
| 2.                                 | „Come And See My Sacrifice (demo version)” | Piotr Wiwczarek                    | Marek Pająk                        | 4:43                               |
|                                    |                                            |                                    |                                    | 9:27                               |

## Twórcy
Opracowano na podstawie materiału źródłowego.
| Zespół Vader w składzie - Piotr "Peter" Wiwczarek – wokal, gitara rytmiczna, gitara prowadząca, gitara basowa, słowa - Marek "Spider" Pająk – gitara rytmiczna, gitara prowadząca, gitara basowa - Tomasz "Hal" Halicki – gitara basowa[A] - Paweł "Paul" Jaroszewicz – perkusja Dodatkowi muzycy - Krzysztof "Siegmar" Oloś – gościnnie instrumenty klawiszowe - Harry Maat – słowa, gościnnie wokal wspierający |  | Produkcja - Wojciech i Sławomir Wiesławscy – produkcja, inżynieria, miksowanie, mastering - Rafał Konopka – asystent inżyniera dźwięku - MK (Optimal Media Production) – mastering (płyta winylowa) - Zbigniew M. Bielak – okładka, oprawa graficzna - Mariusz Kmiołek – management |

Notatki
- A^ Wymieniony na płycie, nie brał udziału w nagraniach[22].

## Listy sprzedaży
| Lista                      | Kraj              | Pozycja |
| -------------------------- | ----------------- | ------- |
| OLiS                       | Polska            | 6       |
| Media Control Charts       | Niemcy            | 73      |
| SNEP                       | Francja           | 154     |
| Schweizer Hitparade        | Szwajcaria        | 94      |
| Oricon                     | Japonia           | 233     |
| Billboard Top Heatseekers  | Stany Zjednoczone | 17      |
| Billboard Hard Rock Albums | Stany Zjednoczone | 25      |

## Wydania
| Rok  | Nr katalogowy                       | Format                                   | Wytwórnia                         | Region            | Źródło |
| ---- | ----------------------------------- | ---------------------------------------- | --------------------------------- | ----------------- | ------ |
| 2011 | NB 2735-0, 27361 27350              | CD, Album, Ltd, Dig                      | Nuclear Blast                     | Niemcy/Europa     | [ 38 ] |
| 2011 | NB 2735-5, 27361 27350, 27361 27355 | CD, Album, Ltd, Dig + Box, Ltd, Num, Mai | Nuclear Blast                     | Niemcy/Europa     | [ 38 ] |
| 2011 | NB 2735-2, 27361 27352              | CD, Album                                | Nuclear Blast                     | Niemcy/Europa     | [ 38 ] |
| 2011 | NB 2735-1, 27361 27351              | LP, Album, Ltd                           | Nuclear Blast                     | Niemcy/Europa     | [ 38 ] |
| 2011 | NB 2735-1, 27361 27351              | LP, Album, Ltd, Num, Red                 | Nuclear Blast                     | Niemcy/Europa     | [ 38 ] |
| 2011 | NB 2735-2                           | CD, Album                                | Nuclear Blast                     | Stany Zjednoczone | [ 38 ] |
| 2011 | NB 2735-8                           | CD, Album, Ltd, Dig                      | Nuclear Blast                     | Stany Zjednoczone | [ 38 ] |
| 2011 | IROND CD 11-1796                    | CD, Album                                | Irond Records                     | Rosja             | [ 38 ] |
| 2011 | MICP-11010                          | CD, Album                                | Avalon/Marquee Inc.               | Japonia           | [ 38 ] |
| 2011 | ICARUS 831                          | CD, Album                                | Icarus Music                      | Argentyna         | [ 38 ] |
| 2011 | 727361273514                        | LP, Album                                | Nuclear Blast/Warner Music Poland | Polska            | [ 45 ] |
| 2011 | 727361273521                        | CD, album                                | Nuclear Blast/Warner Music Poland | Polska            | [ 46 ] |
| 2011 | 727361273507                        | CD, Album, Ltd, Dig                      | Nuclear Blast/Warner Music Poland | Polska            | [ 47 ] |